# Miravet
Miravet település Spanyolországban, Tarragona tartományban. Miravet Benissanet, Ginestar, Rasquera, Benifallet és El Pinell de Brai községekkel határos. Lakosainak száma 688 fő (2024).

## Népesség
A település népessége az elmúlt években az alábbi módon változott:
| Lakosok száma | 227  | 1868 | 1218 | 1019 | 838  | 799  | 798  | 774  | 691  | 688  |
|               | 1717 | 1900 | 1940 | 1960 | 1986 | 2005 | 2010 | 2014 | 2019 | 2024 |